# Doug Moran
Douglas Walter „Doug“ Moran (* 29. Juli 1934 in Musselburgh) ist ein ehemaliger schottischer Fußballspieler. Als Halbstürmer war er zunächst bekannt als Siegtorschütze des FC Falkirk im schottischen Pokal 1957 im Finale gegen den FC Kilmarnock und später bei Ipswich Town als Teil der englischen Meistermannschaft von 1962.

## Sportlicher Werdegang
Moran wuchs im wenige Kilometer von Edinburgh angesiedelten Musselburgh auf und besuchte die Musselburgh Grammar School, wie zu seiner Zeit auch die ebenso erfolgreichen Fußballer (und Mitspieler) Bert Slater und John White – zu weiteren bekannten Musselburgher Fußballerpersönlichkeiten wuchsen einige Jahrzehnte später Kenny Miller und Colin Nish heran.
Beim heimischen Klub Musselburgh Union reifte Moran zu einem linken Halbstürmer klassischer Prägung, der sich gerne zurückfallen ließ und die Eigenheit hatte, die „unkonventionellen Tore“ zu schießen. Er schloss sich dann dem Erstligaklub Hibernian Edinburgh an, der zu Beginn der 1950er-Jahre seine Blütezeit erlebte. Da bei den „Hibs“ die berühmten „Famous Five“ aus Gordon Smith, Bobby Johnstone, Lawrie Reilly, Eddie Turnbull und Willie Ormond in der Offensive unumstrittene Stammspieler waren, blieb Moran trotz vielversprechender Ansätze der Durchbruch verwehrt. Abhilfe verschaffte dann 1956 Trainer Hugh Shaw, der Moran vorschlug, auf Leihbasis für den Erstligakonkurrenten FC Falkirk zu spielen. Falkirk kämpfte zu dem Zeitpunkt gegen den Abstieg und gemeinsam mit Bert Slater, der bereits seit 1953 für Falkirk zwischen den Pfosten stand, gelang Moran nicht nur der Klassenerhalt. Dazu gewann er mit seinem neuen Team 1957 überraschend den schottischen Pokal. Auf dem Weg dorthin verpasste er zunächst die Fünftrundenpartie gegen die Berwick Rangers, war danach aber Stammspieler in den restlichen Runden. Im Finale gegen den FC Kilmarnock, der selbst im Halbfinale noch Celtic Glasgow eliminiert hatte, kam sein großer Auftritt, als die Partie im Hampden Park in die Verlängerung ging. Moran nahm in der 100. Minute den Ball, der vom Gegner aus der eigenen Hälfte geklärt wurde, in Höhe der Mittellinie auf und sorgte mit einem Alleingang für den 2:1-Siegtreffer. Zwei Jahre später ging es für Moran, der zwischenzeitlich dauerhaft verpflichtet worden war, dann aber doch in die zweite Liga. Den Abstieg als Tabellenvorletzter 1959 begleiteten einige Misstönen, der nur dadurch wenig ins öffentliche Bewusstsein gelangte, weil Falkirk selbst sein letztes Spiel gegen die Raith Rovers nicht gewann (Falkirks im Torquotient deutlich schwächerer Konkurrent Dunfermline Athletic erzielte unter kontroversen Umständen zehn Tore gegen Partick Thistle und bereits vor der Partie hatten sich bis in Falkirks Umkleidekabine Bestechungsgerüchte rund um die Partie in Dunfermline breitgemacht). Nach dem Abstieg folgte ein Trainerwechsel hin zu Tommy Younger vom FC Liverpool. Younger kam im Tausch mit Bert Slater nach Schottland und agierte in der Rolle des Spielertrainers. Seine Zeit war jedoch glücklos und Moran geriet mit ihm zunehmend aneinander. Nach einer Pokalniederlage gegen den FC Cowdenbeath wurde es laut zwischen den beiden und Moran wurde für den Rest der Saison suspendiert. Moran versuchte die Freigabe für einen Vereinswechsel zu erwirken. Er bekam diese jedoch erst, als er in der Saison 1960/61 maßgeblich zu Falkirks Wiederaufstieg beitrug und zahlreiche Tore erzielte.
Morans Ziel war England, wobei eine Rolle spielte, dass einige seiner Mannschaftskameraden bereits den Weg nach Süden angetreten waren. Er heuerte beim Erstligaaufsteiger Ipswich Town an und war bei dem dort aktiven Trainer Alf Ramsey der einzige Neuzugang vor der Saison 1961/62. Völlig überraschend gewann Ipswich 1962 die englische Meisterschaft. Moran verpasste dabei keines der 42 Ligaspiele und schoss nach den beiden Zentrumsstürmern Ray Crawford und Ted Phillips die drittmeisten Treffer. Seinem Trainer Ramsey attestierte er, kein großer Taktiker gewesen zu sein und aufgrund seines Auftretens als „Gentleman“ mehr respektiert als gemocht worden zu sein. Die taktische Ausrichtung ohne echte Flügelspieler („Wingless wonders“), die als Prototyp für die englische Weltmeisterformation vier Jahre später galt, schrieb er mehr dem Zufall zu und verband dies mit dem Namen Jimmy Leadbetter, der sich als zu langsam für einen Linksaußen erwies, dann aber auf der zurückgezogenen Position auf unkonventionelle Weise „brillierte“.

„Ich dachte, er war ein Gentleman. Nicht viele Leute mochten ihn, aber das lag möglicherweise an seiner Art zu sprechen. Lustigerweise denke ich an ihn nicht als einen großen Taktiker.“

Insgesamt verbrachte Moran drei Jahre in England und nach dem Abstieg als Tabellenletzter 1964 – ein Jahr zuvor hatte Ramsey Ipswich verlassen – kehrte Moran in seine schottische Heimat zurück. Das Intermezzo bei Dundee United war nur von kurzer Dauer und noch im selben Jahr heuerte Moran ein zweites Mal in Falkirk an. Dort kam er in vier Jahren auf 78 weitere Einsätze, bei denen ihm insgesamt sieben Tore gelangen. Seine Karriere ließ er letztlich Ende der 60er-Jahre beim FC Cowdenbeath und danach im Amateurbereich bei Gala Fairydean ausklingen. Privat blieb er weiter der schottischen Heimat verbunden und Moran behielt südlich von Musselburgh in dem Dorf Inveresk seine Wohnstätte bei.

## Titel/Auszeichnungen
- Englische Meisterschaft (1): 1962
- Schottischer Pokal (1):1957